# GIUK gap

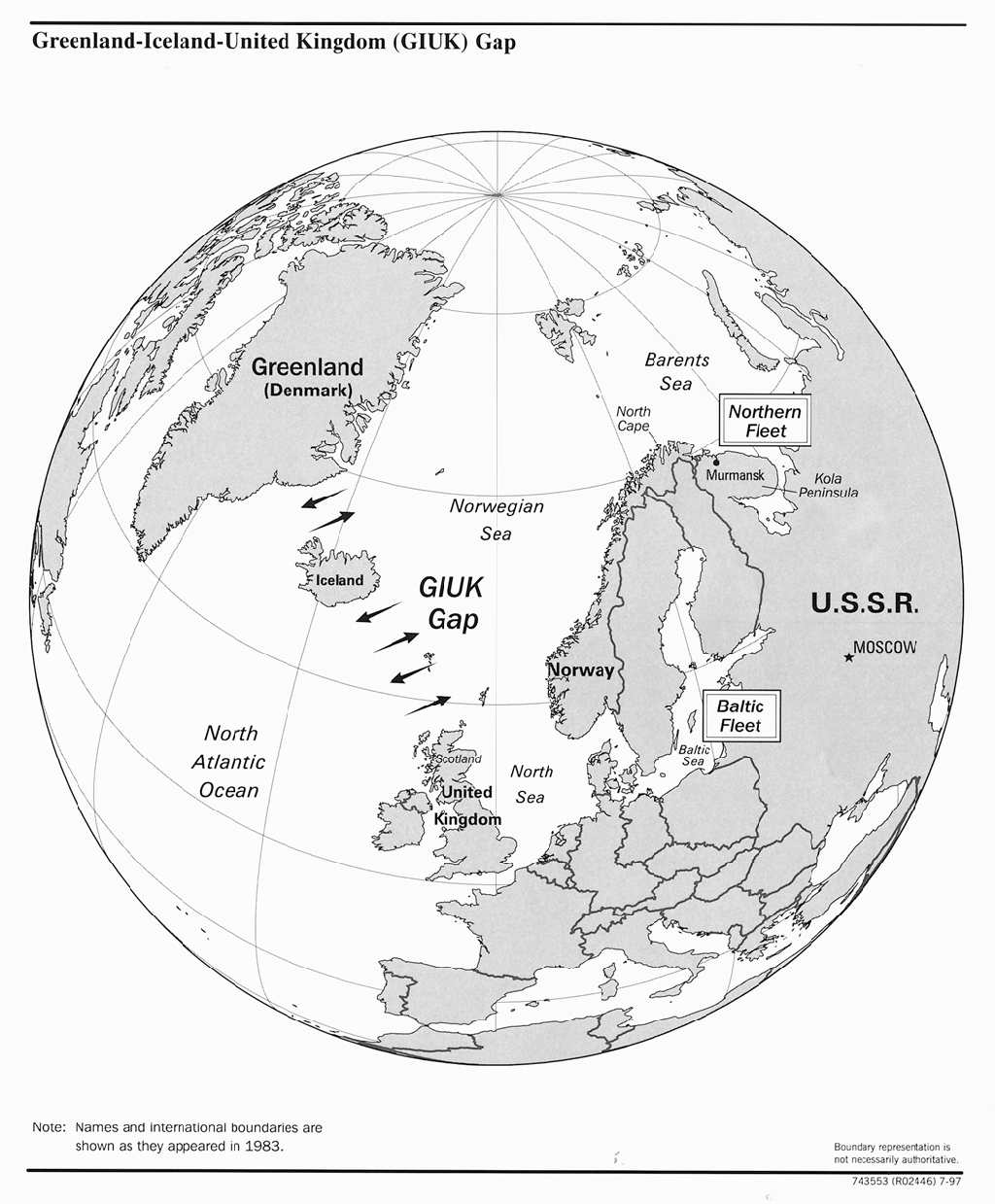
Il GIUK gap

Il GIUK gap (dall'inglese: varco GIUK) è un termine utilizzato in ambito militare, a partire dagli anni quaranta, per indicare un'area dell'oceano Atlantico settentrionale che forma un punto di sbarramento per la guerra navale. GIUK è un acronimo inglese per Greenland, Iceland, United Kingdom e il varco è costituito dall'oceano aperto posto tra queste tre masse di terra.

## Rilevanza strategica
Il varco GIUK è particolarmente importante per la Royal Navy, poiché ogni tentativo da parte di forze nord europee di entrare nell'oceano Atlantico deve essere compiuto o attraverso il facilmente difendibile stretto della Manica o attraverso una delle uscite sui due lati dell'Islanda. Solo Francia, Spagna, Portogallo e Irlanda hanno accesso diretto all'oceano in un modo che non potrebbe essere bloccato facilmente con uno sbarramento della Royal Navy.

## Storia
Durante la seconda guerra mondiale il varco venne usato dalle navi tedesche per entrare nell'Atlantico partendo dalle loro basi nella Germania settentrionale e in Norvegia, nel tentativo di attaccare i convogli, ma queste azioni non ebbero generalmente successo a causa degli sforzi per bloccare il mare del Nord e il GIUK gap. I tedeschi vennero enormemente aiutati dalla caduta della Francia, quando furono in grado di basare i loro sottomarini sulla costa francese. 
Tra il 1940 e il 1942 lo stretto di Danimarca, tra Islanda e Groenlandia, fu una delle poche aree che i pattugliatori marittimi della RAF non potevano raggiungere, divenendo quindi il centro di una considerevole azione. L'origine del termine gap può essere fatto risalire a questo periodo, perché c'era un vuoto nella copertura aerea noto come Greenland air gap. Il varco venne chiuso nel 1943 con versioni a più lungo raggio di aerei come lo Short S.25 Sunderland e il Consolidated B-24 Liberator, che resero le azioni sottomarine nell'Atlantico quasi impossibili. 
Il varco divenne nuovamente il centro della pianificazione navale negli anni 1950, in quanto sarebbe stato l'unico punto di uscita nell'Atlantico disponibile per i sottomarini sovietici che operavano dalle basi nella penisola di Kola. Statunitensi e britannici basarono molta della loro strategia navale del dopoguerra nel blocco del varco, installando una catena di punti di ascolto sottomarino che lo attraversavano, nota come SOSUS. La principale preoccupazione era che, se la guerra fredda fosse «diventata calda», i convogli navali di rinforzo all'Europa, provenienti dagli Stati Uniti, avrebbero sofferto perdite inaccettabili se ai sottomarini sovietici fosse stato permesso di operare nel nord Atlantico.
La missione principale della Royal Navy durante la guerra fredda, ad esclusione del ruolo di deterrenza nucleare, fu quello della guerra anti-sottomarina (ASW). Lo sviluppo delle portaerei della classe Invincible fu parte di questa dottrina, con la loro missione principale che era quella di essere impiegate nella guerra anti-sottomarina usando gli elicotteri Sea King. La Fregata tipo 23, che doveva essere una pura piattaforma per l'ASW, vide espansa la sua missione durante la Guerra delle Falkland.

## Fauna
Il GIUK gap è anche una rotta per gli uccelli migratori, come il culbianco che attraversa l'Atlantico per raggiungere la Groenlandia e il Canada orientale.

## Nei media
La linea GIUK è menzionata in alcuni libri, come elemento significativo della trama, come nei due libri di Tom Clancy Uragano rosso e La grande fuga dell'Ottobre Rosso.